# Empire (албум групе Kasabian)
Empire (у преводу, Царство) је други албум британског рок бенда Kasabian, који је издат 28. августа 2006. године. Албуму је претходило издање главне песме "Empire" 24. јула 2006.
Албум је снимљен више од две недеље након турнеје са Ојезисом. Према Тому Михејну, Empire је реч коју бенд користи да опише нешто што је добро.
Све песме је написао Серђо Пизорно, а песме "Empire", "By My Side" и "Stuntman" је написао заједно са бившим чланом Крисом Карлофом.

## Списак песама
1. "" (3:53)
2. "" (3:27)
3. "" (2:53)
4. "" (2:28)
5. "" (4:08)
6. "" (1:48)
7. "" (4:14)
8. "" (5:19)
9. "" (2:15)
10. "" (3:19)
11. "" (5:34)

## Детаљи издања
| Држава           | Датум            | Издвачка кућа | Формат | Каталог |
| ---------------- | ---------------- | ------------- | ------ | ------- |
| Велика Британија | 28. август 2006. |               | CD     |         |
| Велика Британија | 28. август 2006. | 10" винил     |        |         |